# Карлье, Клод
Кло́д Карлье́ (фр. Claude Carliez; 10 января 1925, Нанси, Франция — 17 мая 2015) — французский актёр, режиссёр, каскадёр. Наиболее известен, как постановщик трюков и фехтовальных поединков в кино.

## Биография
Родился в Нанси в семье фехтовальщика. В 18 лет он поступает в фехтовальную школу в Жуанвиль-ле-Пон, которую заканчивает в 21 год. Благодаря близости школы к киностудиям, Клод уже в юности становится консультантом по оружию и костюмам в ряде фильмов.
В 1959 году Клод получает роль наёмного убийцы в фильме «Горбун» Андре Юнебеля. В своём следующем фильме «Капитан» режиссёр доверяет Карлье постановку всех трюков и поединков. С этой поры Карлье становится основным постановщиком драк во французских фильмах «плаща и шпаги» и других приключенческих лентах с участием Жана Маре, Алена Делона, Жерара Барре и Жана-Поля Бельмондо.
В 1969 г. по совету Жана Маре Карлье снимает собственный фильм «Пария».
В последние годы занимал пост президента Академии оружия Франции.
Клод Карлье — кавалер Ордена Искусств и литературы.
Его сын — актёр и каскадёр Мишель Карлье.

## Избранная фильмография
Актёр
- 1959 —  Горбун — наёмный убийца

Постановщик трюков и боевых сцен
- 1960 — Аустерлиц
- 1960 — Капитан
- 1961 — Тайны Бургундского двора
- 1963 — Благородный Станислас, секретный агент
- 1964 — Фантомас
- 1965 — Вся правда о Станисласе (Полный свет на Станисласа)
- 1971 — Графиня де Монсоро
- 1973 — Жозеф Бальзамо
- 1980 — Фантомас (мини-сериал, Франция-Германия (ФРГ))
- 1983 — Тайны французского двора
- 1987 — Наполеон и Жозефина: история любви
- 1994 — Дочь д’Артаньяна